# الیجا دل اینفانتادو
الیجا دل اینفانتادو (به اسپانیایی: Alija del Infantado) یک شهرستان در اسپانیا است که در استان لئن واقع شده‌است.